# WSTR
WSTR (in precedenza Waster) è un gruppo musicale britannico formatosi a Liverpool nel 2015.
Ha pubblicato inizialmente con No Sleep Records, per poi passare dal 2018 alla Hopeless Records e a Life or Death.

## Storia del gruppo
Originariamente chiamato Waster, il gruppo ha poi scoperto una band metal canadese omonima. Siccome entrambi pubblicavano su iTunes con lo stesso nome, il gruppo canadese ha inviato una lettera di cease and desist. Alla fine la band ha deciso di tenere il nome il più simile possibile all'originale, togliendo le vocali e ottenendo "WSTR".

## Stile musicale e influenze
I WSTR sono comunemente indicati come una band pop punk.. Il leader Sammy Clifford ha citato come sue influenze musicali band dagli Stati Uniti, tra cui blink-182, New Found Glory e i canadesi Sum 41.

## Formazione

### Formazione attuale
- Sammy Clifford – voce (2015-presente)
- Tom "Boots" Hawkes – chitarra (2018-presente)
- Alex Tobijanski – basso (2015-presente)

### In tour
- Kurtis Maiden – batteria (2019-presente)

### Ex componenti
- Kieren Alder – chitarra (2015-2017)
- Jason Blackburn – chitarra (2017)
- Andy Makin – batteria (2018-2019)
- Kieran McVeigh – batteria (2017-2018)
- Conor O'Hare – batteria (2015-2017)
- Danny Swift – chitarra (2015-2017)

## Discografia

### Album in studio
- 2017 – Red, Green or Inbetween
- 2018 – Identity Crisis
- 2023 – 'Til The Wheels Fall Off

### EP
- 2015 – SKRWD
- 2020 – SKRWD: Reimagined